# 캐리 2
캐리 2(The Rage: Carrie 2)는 미국에서 제작된 캣 쉐어 감독의 1999년 드라마, 판타지, 공포, 스릴러 영화이다. 에밀리 베글 등이 주연으로 출연하였고 폴 모나쉬 등이 제작에 참여하였다.

## 출연

### 주연
- 에밀리 베글
- 제이슨 런던

### 조연
- 딜런 브루노
- J. 스미스-카메론
- 에이미 어빙
- 자체리 타이 브라이언
- 존 도
- 고든 크래프
- 레이첼 브랑차드
- 칼로트 야나
- 저스틴 울리치
- 미나 수바리
- 엘리 크레이그
- 에디 케이 토마스
- 클린트 조던
- 스티븐 포드
- 케이트 스키너
- 러스 블랙웰
- 해롤드 서랫
- 데이비드 렌덜
- 로버트 D. 레이포드
- 캣 쉐어
- 조던 로슨
- 제이미 홀
- 로버트 C. 트레베일러
- 지나 스튜어트
- 콜린 픽스
- 로다 그리피스
- 크리스 다니엘스
- 크리스토퍼 다니엘스
- 해리 골드
- 윌리엄 캇
- 타라 킬리언
- 파이퍼 로리
- 노엘 노스
- 프리실라 포인터
- 프레더릭 로빈슨
- 씨씨 스페이식

## 제작진
- 원조: 스티븐 킹
- 미술: 피터 제이미슨
- 세트: 린다 스피리어스
- 의상: 데오니 V. 알드리지
- 배역: 그레첸 르넬